# Еврейский фонд Украины

Еврейский фонд Украины — украинское общественное объединение, объединяющее еврейское этнические меньшинство и занимающееся развитием еврейской культуры, пропагандой традиций, сбором средств для нужд еврейских организаций и общин, финансированием различных программ. Основан в 1997 году как Всеукраинский благотворительный фонд и зарегистрирован министерством юстиции Украины. Президент - А. Фельдман.
Еврейский Фонд Украины осуществляет более 20 программ в следующих областях:
- еврейское образование;
- социальная помощь евреям;
- общинное строительство;
- издательская деятельность;
- межнациональный диалог
- и активно занимается международной деятельностью.

К наиболее известным акциям Еврейского фонда Украины можно отнести:

На фестивале «Шалом, Украина»

- музыкальный фестиваль Шалом, Украина, который ежегодно проводится уже более 10 лет и собирает исполнителей со всех регионов страны. За годы своего существования Фестиваль стал единственным постоянно действующим еврейским фестивалем в Европе, в нём принимали участие много известных исполнителей — Тина Кароль, Ирина Розенфельд, Евгений Медник, Марат Нудель.

На фестивале «Блуждающие звёзды

- фестиваль „Блуждающие звёзды“, носящий имя классика еврейской литературы Шолом-Алейхема. Он проходит под патронатом Министерства культуры Украины. Традиционно в фестивале принимают участие театральные коллективы с Украины, из России и Израиля. Проводится в помещении Музыкального театра для детей на Подоле.
- еврейский образовательный проект „Анна Франк. Урок истории“, совместный с нидерландским Домом Анны Франк, Украинским центром изучения Холокоста, а также других еврейских и украинских организаций. Проводится с 2003 года. В рамках проекта проводятся:
  - выставка фотографий и документов „Анна Франк. Урок истории“;
  - выставка „Холокост евреев Украины“;
  - проведение семинаров для учителей истории и старшеклассников.

Эти мероприятия проходят в разных городах Украины (Черкассы, Херсон, Кировоград, Запорожье, Николаев, Белгород-Днестровский, Евпатория, Никополь, Кременчуг, Бердянск), России (Ростов-на-Дону) и Молдовы (Кишинев, Рыбница). В рамках проекта украинские преподаватели школ посещают в Амстердаме, семинары, проводимые Домом Анны Франк.